# Meleagro de Gadara
Meleagro (en griego Μελέαγρος) fue un poeta y filósofo cínico natural de la ciudad de Gadara (actual Umm-Qais en Jordania), hijo del escritor Éucrates. Vivió durante el siglo I a. C. y floreció, según el escoliasta de manuscrito palatino de la Antología griega durante el reinado de Seleuco VI Epífanes, entre el año 95 a. C. y 93 a. C.  La Antología griega incluye 131 epigramas suyos. 
La Guirnalda (Στέφανος) de Meleagro fue una colección de epigramas recogida por el mismo Meleagro destinada a conservar poemas de diversos autores (46 concretamente) y épocas. Se considera complementarias de la Guirnalda de Meleagro a la antología de Filipo de Tesalónica, la de Diogeniano de Heraclea, la de Estratón de Sardes (Μοῦσα παιδική, la de Diógenes Laercio y más tarde a la antología de Agatías (ya del siglo VI d. C.).